# 1245

## Родени
- 30 април – Филип III, крал на Франция